# رايموندو كوريا
رايموندو كوريا (بالبرتغالية: Raimundo Correia‏) هو قاضي وكاتب وشاعر برازيلي، ولد في 13 مايو 1859 في ساو لويز في البرازيل، وتوفي في 13 سبتمبر 1911 في باريس في فرنسا.

## وصلات خارجية
- رايموندو كوريا على موقع ميوزك برينز (الإنجليزية)